# Thanon Ratchadamnoen
Thanon Ratchadamnoen (in thailandese ถนนราชดำเนิน, Thanon Ratchadamnoen, /tʰàˈnǒn ˈrâːtt͡ɕʰádaːmˈnɤːn/; in sanscrito: Rajdamnern, lett. "strada della parata reale" o anche "strada della processione reale") è un grande viale alberato di Bangkok, la capitale della Thailandia. Si trova nel centro storico della metropoli, è composto da tre segmenti che si sviluppano a zigzag e collega il Grande Palazzo Reale con il Palazzo Dusit, storici complessi residenziali dei re di Thailandia.
I tre segmenti si sviluppano nei distretti centrali di Phra Nakhon e Dusit e hanno i seguenti nomi: quello più vicino al Grande Palazzo viene definito "interno" (Ratchadamnoen Nai), vi è poi quello "centrale" (Ratchadamnoen Klang) e quello "esterno" (Ratchadamnoen Nok).

## Storia
Durante il regno di re Chulalongkorn (detto anche Rama V) del Siam, antico nome della Thailandia, il vecchio Grande Palazzo Reale fu sensibilmente ampliato e ammodernato e divenne ancora più popolato, i nuovi edifici contribuirono a surriscaldare l'ambiente e a ridurre la circolazione di aria, con gravi disagi soprattutto nei mesi più caldi e con il rischio di epidemie. Nel 1897 il re fece il suo primo viaggio in Europa durante il quale fu impressionato dai palazzi reali dei sovrani europei costruiti nelle periferie con annessi spaziosi giardini, nonché da grandi viali come l'Avenue des Champs-Élysées a Parigi, l'Avenue Louise a Bruxelles, la Pall Mall a Londra e l'Unter den Linden a Berlino.

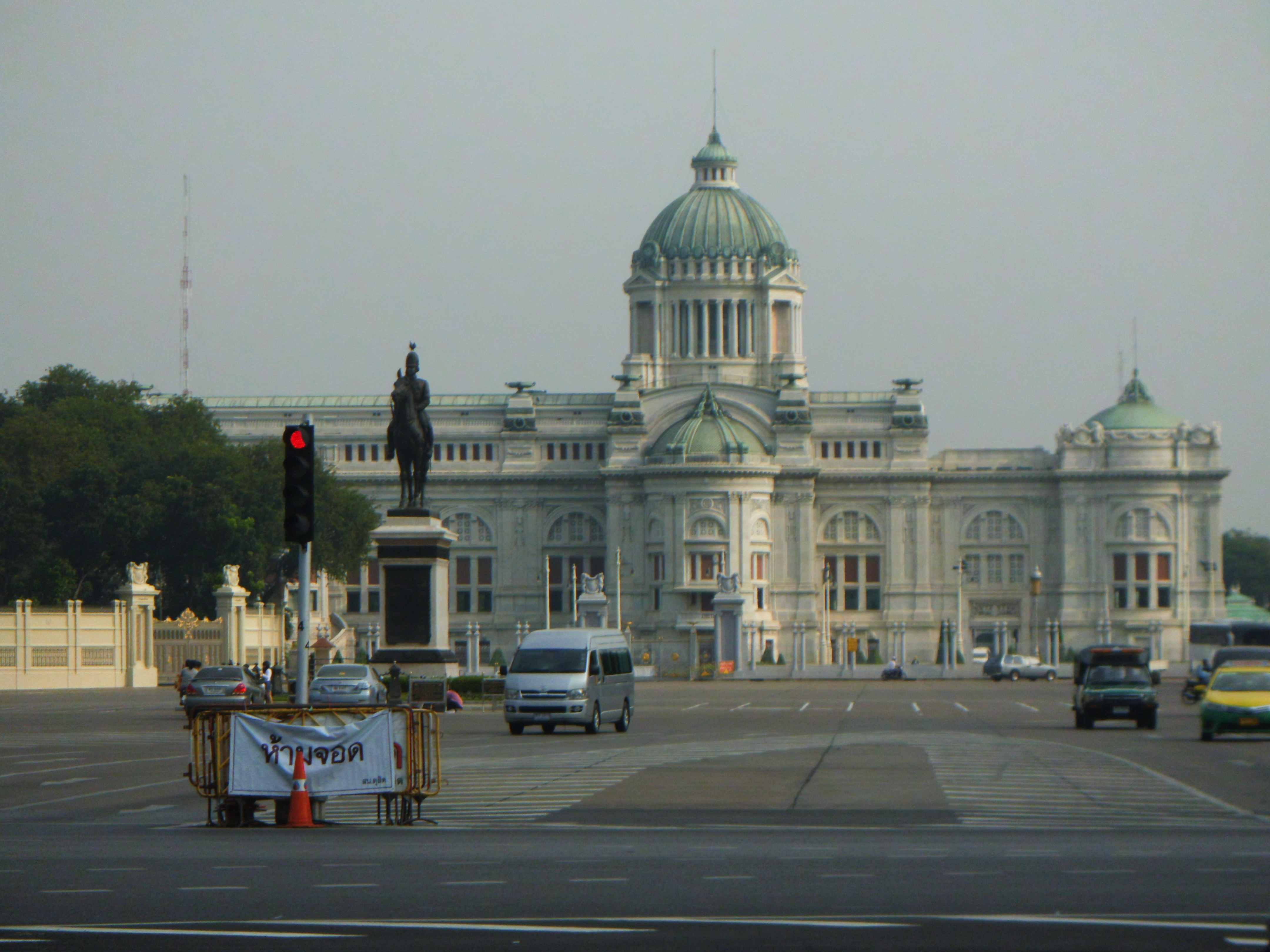
Sala del trono Ananta Samakhom di Palazzo Dusit e monumento equestre a Rama V visti dalla fine di Ratchadamnoen Nok

Al suo ritorno diede subito ordine di costruire il nuovo complesso residenziale di Palazzo Dusit in un luogo raggiungibile a piedi dal Grande Palazzo Reale e a tal fine acquistò diversi terreni agricoli tra i canali Padung Krung Kasem e Samsen a nordest del Grande Palazzo. Ebbe quindi inizio la costruzione di Ratchadamnoen e dei distretti lungo i quali scorre, che rivoluzionarono l'urbanistica della capitale e ne espansero i confini oltre l'isola di Rattanakosin, che rappresenta il centro storico. Si ritiene che alla sua progettazione abbiano partecipato Mario Tamagno, Annibale Rigotti e Carlo Allegri, che furono tra i progettisti della Sala del trono Ananta Samakhom di Palazzo Dusit. Il viale fu realizzato allo scopo di esibire il potere e la modernità del sovrano con lo stile pomposo e maestoso che era proprio delle monarchie europee e fu inizialmente usato, con l'introduzione nel Paese delle automobili, per le grandi processioni cerimoniali della monarchia, che fino ad allora si tenevano su imbarcazioni lungo il vicino fiume Chao Phraya.

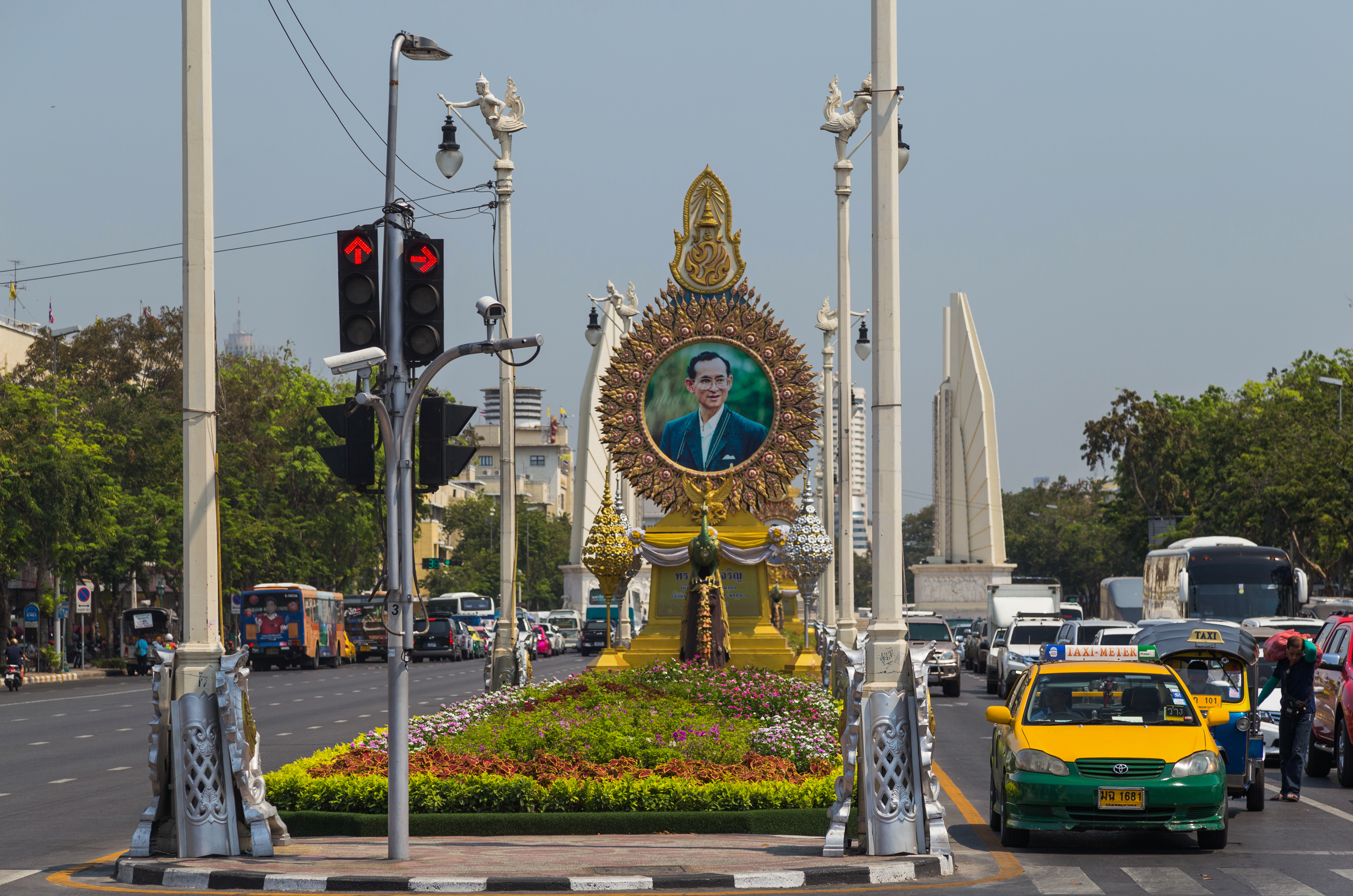
Ratchadamnoen Klang, febbraio 2016. Immagine di re Rama IX, sullo sfondo il Monumento alla Democrazia e in alto i kinaree che sostengono i lampioni

I terreni su cui fu costruito erano in prevalenza frutteti o paludi nella giungla, che furono asciugate e riempite con spazzatura. La nuova grande arteria era costituita da una grande carreggiata centrale fiancheggiata da due minori e fu completata in breve tempo con un reticolo di nuove strade che partivano in tutte le direzioni e con nuovi palazzi dell'aristocrazia e dell'amministrazione costruiti in stile vittoriano. Anche le finiture furono particolarmente ricche, come le raffigurazioni in metallo delle divinità induiste Kinaree a sostenere i lampioni. Il viale fu inizialmente frequentato raramente e solo dai membri della casa reale e dai nobili, restando deserto per la maggior parte del tempo. Particolarmente sfarzose furono le processioni organizzate nel viale per il 50º compleanno del re nel 1903, per il suo ritorno dal 2º viaggio in Europa nel 1907 e per il 40º anniversario del suo regno nel 1908. La monumentale bellezza di Ratchadamnoen era in stridente contrasto con la miseria delle vicine abitazioni della gente più povera, come scrisse Somerset Maugham durante la sua visita a Bangkok nel 1923.
Con il colpo di Stato noto come rivoluzione siamese del 1932, re Rama VII fu costretto a concedere la costituzione e la monarchia per diversi anni fu relegata a un ruolo puramente formale. Il primo ministro feldmaresciallo Plaek Phibunsongkhram subito dopo essere stato eletto diede il via nel 1939 a un grandioso progetto di ristrutturazione di Ratchadamnoen Klang con il quale fu eretto l'imponente Monumento alla Democrazia, in spregio alla monarchia. Il governo nazionalista sostenne che intendeva completare l'opera di Rama V aggiungendo abitazioni, negozi, lussuosi alberghi e un grande teatro secondo lo stile dei "Paesi civilizzati". Il viale doveva diventare il centro della città e il posto dove tenere le più moderne attività commerciali. I lavori furono commissionati dall'Agenzia della Proprietà della Corona, l'istituto sorto nel 1937 per amministrare i beni della monarchia che erano stati così sequestrati e messi sotto il controllo del governo. Il progetto complessivo della prima parte dei lavori fu quello di Mew Aphaiwong, architetto dell'Agenzia della Proprietà della Corona e fratello del politico Khuang Aphaiwong del partito Khana Ratsadon. Il viale ristrutturato fu inaugurato il 24 marzo 1941, nono anniversario della rivoluzione, e il costo complessivo fu di 2.396.000 baht.

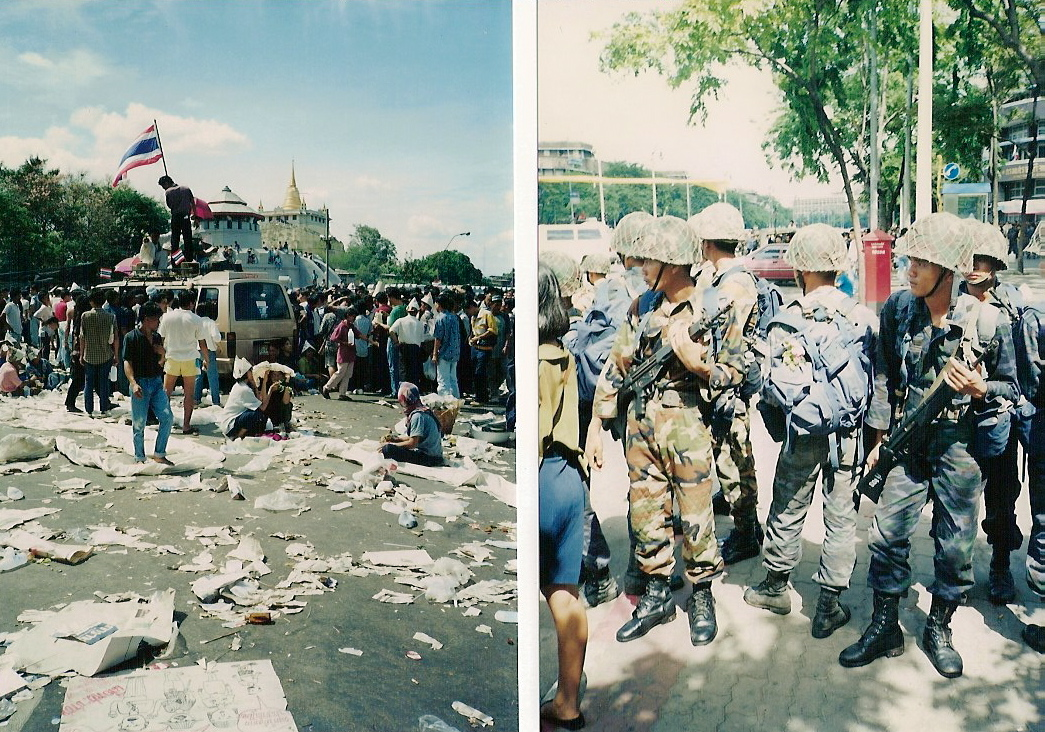
Dimostranti e militari nei pressi di Ratchadamnoen Klang durante il maggio nero del 1992

Molti dei palazzi della famiglia reale lungo il viale furono in quel periodo trasformati in edifici governativi. Le dittature militari che si succedettero in Thailandia furono spesso contestate dagli studenti presso il monumento. Il 14 ottobre 1973, l'esercito del dittatore Thanom Kittikachorn sparò sulla folla che manifestava provocando 77 morti e 857 feriti. L'evento costrinse il re a esiliare il dittatore e portò a tre anni di labile democrazia che ebbe fine il 6 ottobre 1976 con il massacro dell'Università Thammasat, quando unità paramilitari fecero una nuova strage nei pressi di Ratchadamnoen Nai, e nello stesso giorno con il colpo di Stato dei militari che ripresero così il potere. Una nuova strage di studenti che protestavano al Monumento della Democrazia fu messa in atto nel maggio nero del 1992 per ordine del primo ministro non eletto dal popolo Suchinda Kraprayoon.
Con il progressivo aumento della popolazione e del traffico stradale, Ratchadamnoen, e in particolare Ratchadamnoen Klang, è diventata una delle strade più intasate della capitale e un importante snodo della viabilità, dove si fermano decine di autobus pubblici diretti in svariati quartieri cittadini. A poche centinaia di metri ad est del punto in cui si uniscono Ratchadamnoen Klang e Ratchadamnoen Nai si trova il ponte Phra Pinklao, uno dei principali ponti sul Chao Phraya che collegano il centro città con l'enorme agglomerato di Thonburi.

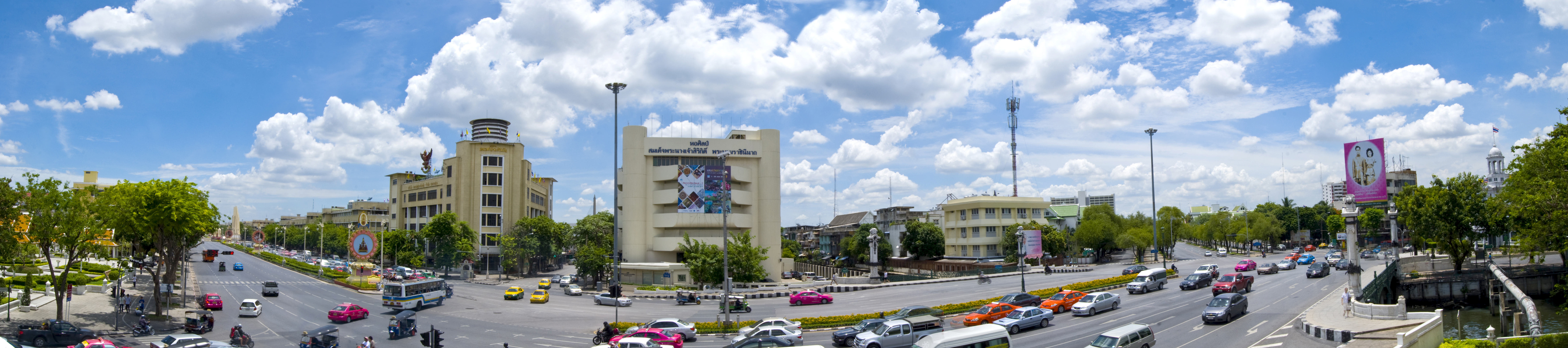
Ratchadamnoen Klang, sulla sinistra, e Ratchadamnoen Nok sullo sfondo, sulla destra il ponte Phanfah Lilat che le congiunge

## Descrizione

### Ratchadamnoen Nai
Ratchadamnoen Nai (Ratchadamnoen interna) è lunga 525 metri e larga 28. Ha origine di fronte al Grande Palazzo Reale, nel distretto Phra Nakhon ed è la continuazione verso nord di Thanon Na Phralan e Thanon Sanam Chai. È delimitata a ovest dalla grande piazza reale Sanam Luang, mentre sul lato est si trova il palazzo in stile moderno che ospita la Corte Suprema. All'inizio del viale, sul lato opposto della strada rispetto al palazzo reale, vi è il Lak Mueang, santuario che ospita la divinità protettrice della città. Ratchadamnoen Nai termina al ponte Phanbipob, che attraversa il canale Loard, proseguendo verso est con Ratchadamnoen Klang.

### Ratchadamnoen Klang

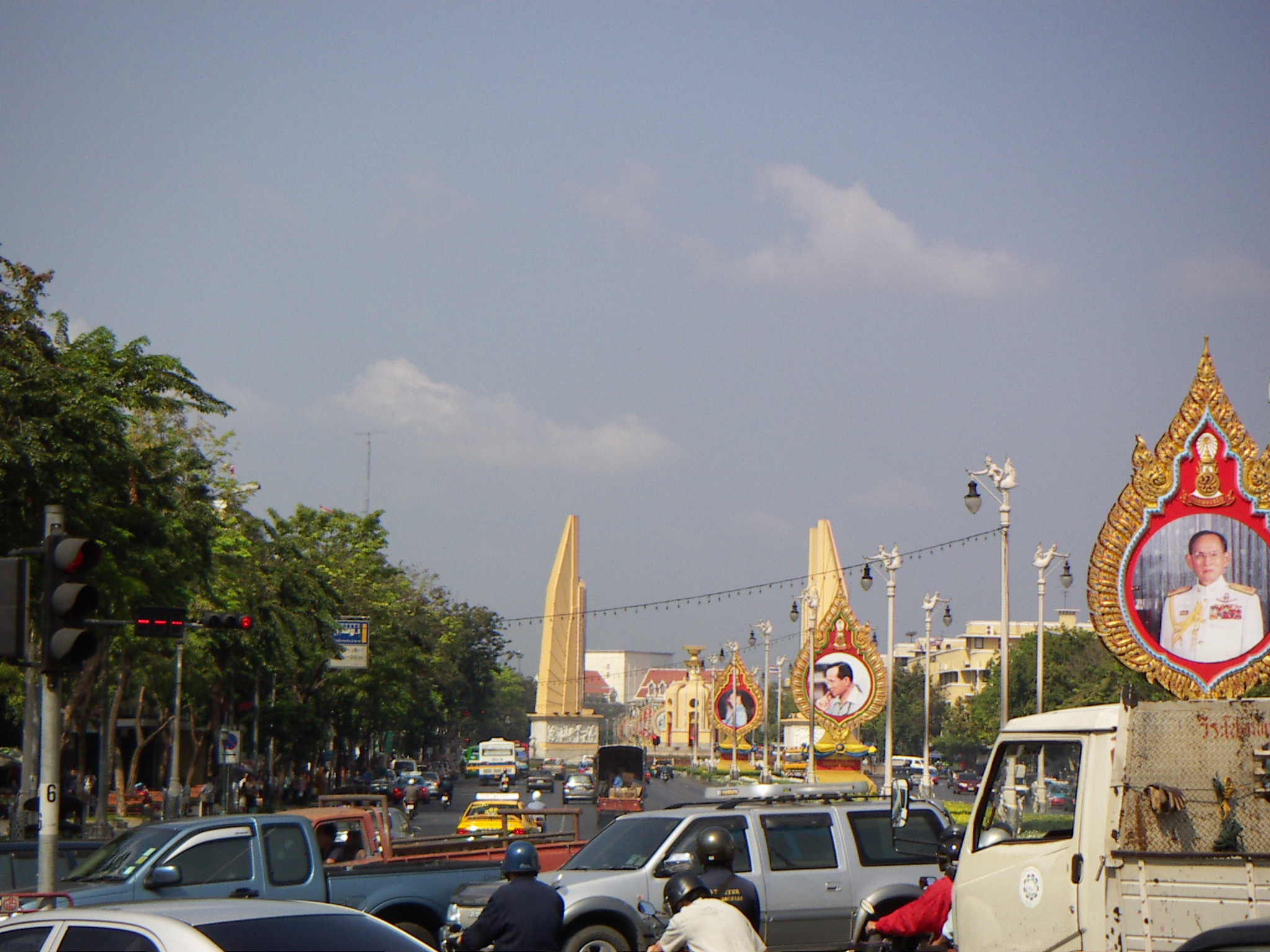
Ratchadamnoen Klang e il Monumento alla Democrazia

Ratchadamnoen Klang (Ratchadamnoen centrale) è lunga 1 200 metri e larga 58, ha inizio al ponte Phanbipob, prosegue verso est e finisce al ponte Phanfah Lilat che attraversa il canale Banglumphoo, limite settentrionale dell'isola di Rattanakosin. Lungo Ratchadamnoen Klang si trova la grande rotatoria con al centro il Monumento alla Democrazia; la seconda parallela a nord è la Thanon Khaosan, noto centro del turismo internazionale e dei divertimenti. A pochi metri dal ponte Phanfah Lilat si trova il molo Phanfah Lilat, capolinea delle barche passeggeri Khlong Saen Saep, trasporto pubblico che attraversa il centro lungo l'asse est-ovest. Sul lato sud di Ratchadamnoen Klang vi sono il monumento alla memoria degli studenti caduti nelle dimostrazioni del 14 ottobre 1973, il complesso alla memoria di re Rama III e la Sala di esibizione Rattanakosin, un museo moderno con reperti, video e materiale vario riguardante il Regno di Rattanakosin. Sul lato nord si trova una biblioteca pubblica e, in prossimità del ponte Phanfah Lilat, la galleria dedicata alla regina Sirikit.

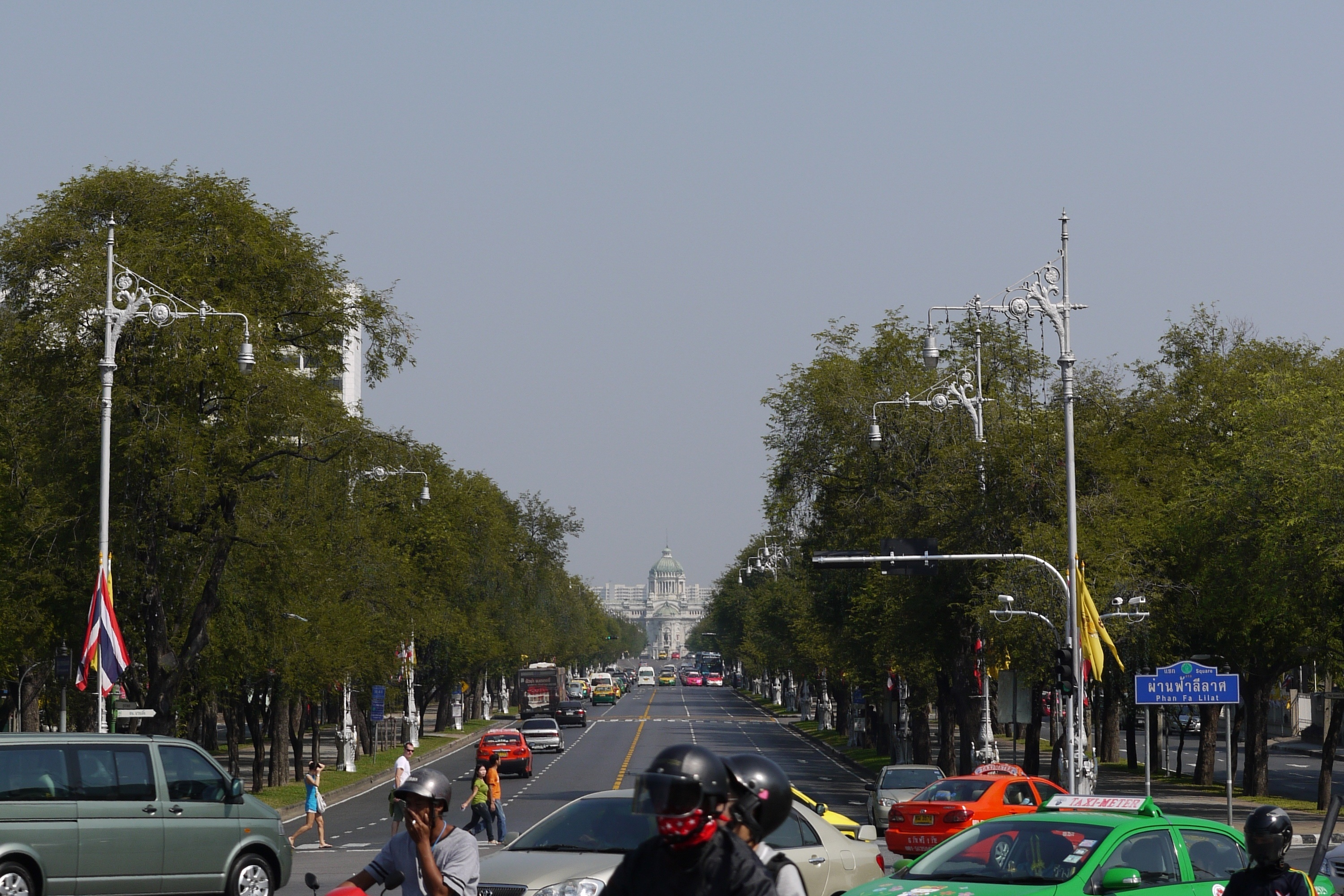
Ratchadamnoen Nok vista dal ponte Phanfah Lilat. Sullo sfondo la Sala del trono Ananta Samakhom di Palazzo Dusit

### Ratchadamnoen Nok
Ratchadamnoen Nok (Ratchadamnoen esterna) è lunga 1 475 metri e larga 58, ha origine dal ponte Phanfah Lilat, piega subito verso nord e all'angolo con il ponte si trova il Museo di re Prajadhipok. Nel primo tratto del viale si trovano i ministeri dell'Agricoltura e Cooperative, dei Trasporti, del Turismo e Sport, lo Stadio Rajadamnern per la boxe thailandese e il quartier generale di Bangkok delle Nazioni Unite. Subito dopo il viale attraversa il ponte Makawan Rangsant sul canale Padoung Krung Kasem, entrando nel distretto di Dusit. Arriva fino a Thanon Ayutthaya, dove ha inizio la piazza Reale che delimita il complesso di Palazzo Dusit, nella quale spicca il monumento equestre a Rama V.